# Palau-sator

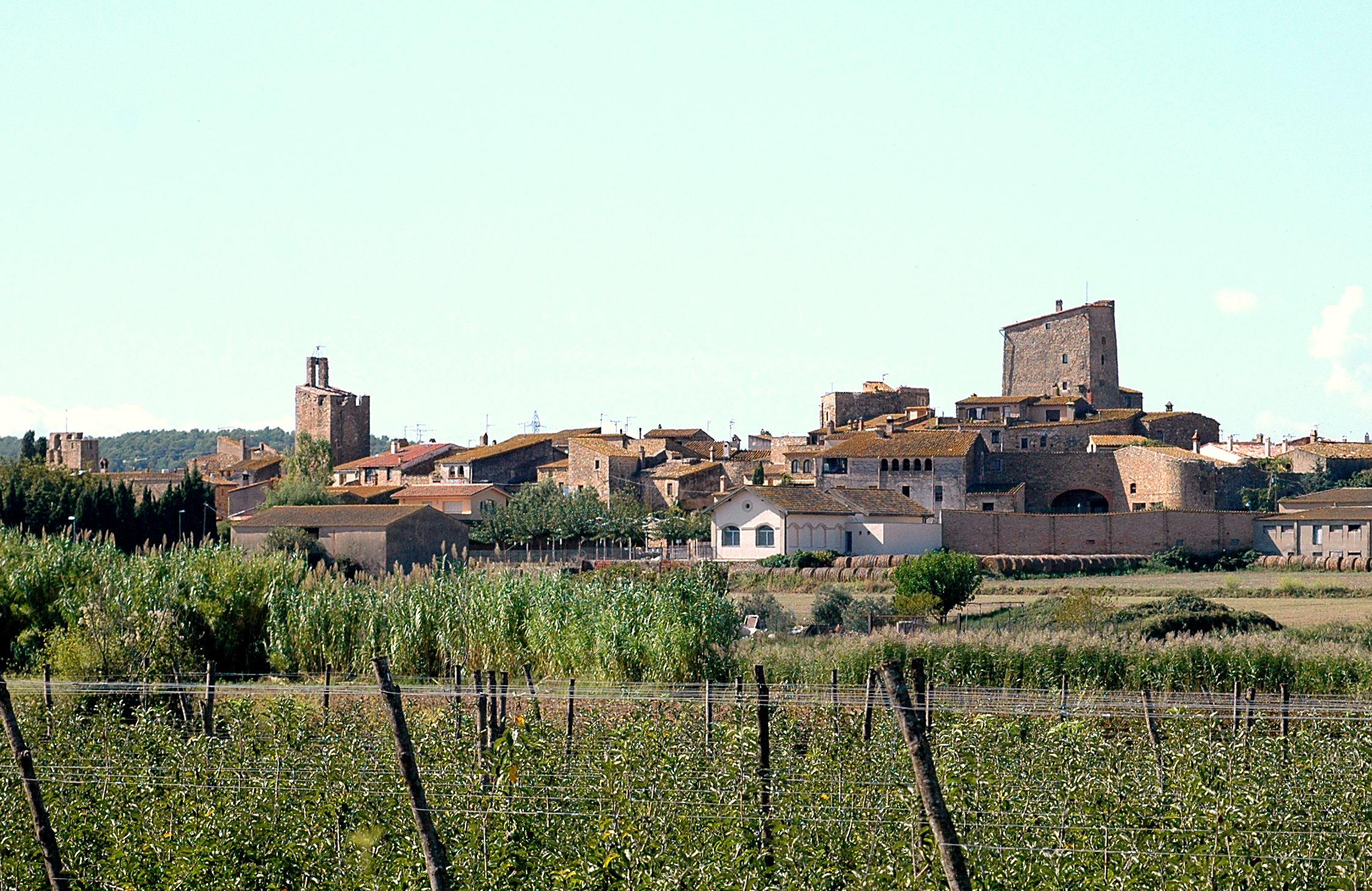
Palau-sator

Palau-sator is een gemeente in de Spaanse provincie Girona in de regio Catalonië met een oppervlakte van 12 km². Palau-sator telt 297 inwoners (1 januari 2016).

## Demografische ontwikkeling
Bron: INE, 1857-2011: volkstellingen